# Salvador Puig Antich

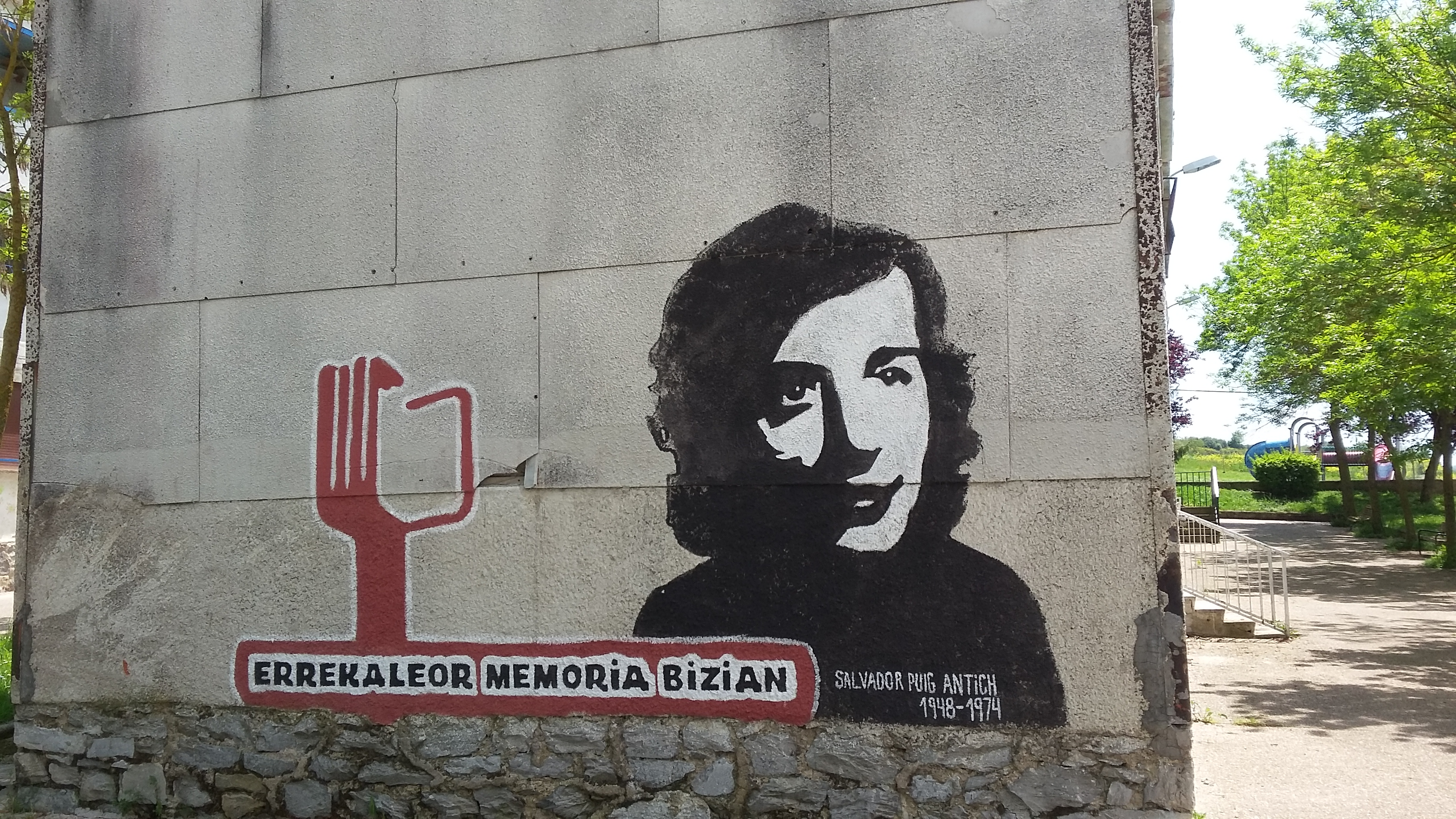
Salvador Puig Antich

Salvador Puig i Antich (Barcelona, 30 mei 1948 - aldaar, 2 maart 1974) was een Catalaanse anarchist. Hij was de laatste persoon die in Spanje met de garrote werd terechtgesteld.
Salvador Puig i Antich werd wegens ongehoorzaamheid van school gestuurd. Op zijn zestiende ging hij werken, maar hij volgde avondles economie. 
Salvador Puig i Antich werd lid van de Catalaanse bevrijdingsbeweging Movimiento Ibérico de Liberación, kortweg MIL genoemd. Om hun politieke activiteiten te bekostigen, pleegden de leden van deze organisatie bankroven (die zij zelf 'onteigeningen' noemden). Salvador Puig i Antich was bij deze overvallen de chauffeur van de vluchtwagen.
Zijn kompanen werden gevat en na ondervraging en marteling werd Salvador verklikt door Santi Soler. Bij zijn arrestatie in een portaal van nummer 70 in de Carrer Girona in Barcelona op 25 september 1973 werd hij aangehouden en fingeerde zijn overgave waarbij hij onverwacht een wapen trok en een agent op korte afstand doodschoot. Het betrof een 23-jarige politieman Anguas Barragan van de Guardia Civil. Een militair tribunaal bevond Salvador Puig i Antig schuldig aan moord en veroordeelde hem ter dood. De doodstraf werd volgens Spaans gebruik voltrokken met een wurgpaal of garrote. De terechtstelling vond plaats op 2 maart 1974, om 09.40 uur in de gevangenis. Generaal Francisco Franco weigerde om een verzoek tot genade in te willigen, ondanks internationale druk.
In 2006 werd de speelfilm Salvador over hem gemaakt. Deze Brits-Spaanse biografie is van Manuel Huerga.